# Велики Бребровник
Велики Бребровник (на словенски: Veliki Brebrovnik) е село в Словения, Подравски регион, община Ормож. Според Националната статистическа служба на Република Словения през 2015 г. селото има 212 жители.